# Гякова, Акил
Акил Гякова (род. 4 января 1996, Печ) — косовский дзюдоист, чемпион Европы среди кадетов и молодёжи, бронзовый Франкофонских игр 2017 года в Абиджане (Кот-д’Ивуар), чемпион Средиземноморских игр 2018 года в Таррагоне (Испания), победитель чемпионата Европы 2021 года в Лиссабоне (Португалия). Выступает в лёгкой весовой категории (до 73 кг). Представлял свою страну на Европейских играх 2015 года в Баку и Европейских играх 2019 года в Минске. Старшая сестра Нора Гякова — известная дзюдоистка, чемпионка и призёр чемпионатов Европы, призёр Европейских игр 2015 и 2019 годов.